# Fiat Multipla
Fiat Multipla (Type 186) este o mașină cu șase locuri comercializată de producătorul italian de automobile Fiat între 1998 și 2010. Avea la bază modelul Bravo/Brava.